# がっちゃんこ
『がっちゃんこ』は、2025年4月1日（3月31日深夜）から放送されている、朝日放送ラジオ（ABCラジオ）と吉本興業の共同制作によるラジオのワイド番組。

## 概要
朝日放送ラジオでは、これまで、火曜 - 土曜の未明の時間帯に『R→933』を放送しているが、その内の2:00 - 3:00の放送枠をワイド番組の放送枠に転換することになった。
この番組では、吉本興業所属の2組の芸人が日替わりで出演して、その「芸人の個性と個性が『がっちゃんこ』する、日本一わちゃわちゃした」ラジオ番組を目指す。

## 放送時間
- 火曜 - 土曜 2:00 - 3:00（月曜 - 金曜の深夜）

## パーソナリティ
| 火曜 （月曜深夜）         | 水曜 （火曜深夜）               | 木曜 （水曜深夜）         | 金曜 （木曜深夜）   | 土曜 （金曜深夜）   |
| ------------------------- | ------------------------------- | ------------------------- | ------------------- | ------------------- |
| 素敵じゃないか オダウエダ | ナイチンゲールダンス そいそ〜す | カラタチ シンクロニシティ | ケビンス 生ファラオ | 20世紀 バッテリィズ |